# Liste der Monuments historiques in Longueville-sur-Aube
Die Liste der Monuments historiques in Longueville-sur-Aube führt die Monuments historiques in der französischen Gemeinde Longueville-sur-Aube auf.

## Liste der Objekte
| Bezeichnung                | Beschreibung                               | Standort                                  | Kennzeichnung | Schutzstatus | Datum | Bild |
| -------------------------- | ------------------------------------------ | ----------------------------------------- | ------------- | ------------ | ----- | ---- |
| Skulptur Gnadenstuhl       | Kalkstein, farbig gefasst, 15. Jahrhundert | in der Kirche St-Pierre-et-St-Paul (Lage) | PM10001087    | Classé       | 1911  |      |
| Skulptur Madonna mit Kind  | Kalkstein, farbig gefasst, 16. Jahrhundert | in der Kirche St-Pierre-et-St-Paul (Lage) | PM10001088    | Classé       | 1911  |      |
| Skulptur Petrus            | Kalkstein, farbig gefasst, 16. Jahrhundert | in der Kirche St-Pierre-et-St-Paul (Lage) | PM10001089    | Classé       | 1911  |      |
| Skulptur Heiliger Bernhard | Kalkstein, farbig gefasst, um 1520         | in der Kirche St-Pierre-et-St-Paul (Lage) | PM10001090    | Classé       | 1911  |      |